# Koilada Potamou Maroullenas
Koilada Potamou Maroullenas este o arie protejată (arie specială de conservare — SAC, sit de importanță comunitară — SCI, arie de protecție specială avifaunistică — SPA) din Cipru întinsă pe o suprafață de 72,21 ha, integral pe uscat.

## Localizare
Centrul sitului Koilada Potamou Maroullenas este situat la coordonatele 35°01′19″N 33°09′41″E / 35.0219°N 33.1614°E.

## Înființare
Situl Koilada Potamou Maroullenas a fost declarat arie de protecție specială avifaunistică în decembrie 2002 pentru a proteja 25 de specii de animale. Alte tipuri de protecție:
- sit de importanță comunitară (în septembrie 2006)
- arie specială de conservare (în septembrie 2015)[1][2][3]

## Biodiversitate
Situată în ecoregiunea mediteraneană, aria protejată conține 11 habitate naturale: Râuri mediteraneene cu debit intermitent, cu specii de Paspalo-Agrostidion, Matorral arborescenți cu Zyziphus, Tufărișuri termo-mediteraneene și de pre-deșert, Sarcopoterium spinosum phryganas, Pseudostepă cu ierburi și specii anuale de Thero-Brachypodietea, Pajiști umede mediteraneene cu ierburi înalte de Molinio-Holoschoenion, Pante stâncoase silicioase cu vegetație casmofită, Galerii de Salix alba și de Populus alba, Galerii și tufărișuri riverane sudice (Nerio-Tamaricetea și Securinegion tinctoriae), Păduri de Olea și Ceratonia, Păduri de pin mediteraneene cu pini mezogeni endemici.
La baza desemnării sitului se află mai multe specii protejate:
- păsări (21): caprimulg (Caprimulgus europaeus), rândunică roșcată (Cecropis daurica), erete vânăt (Circus cyaneus), cuc (Cuculus canorus), Emberiza caesia, Emberiza melanocephala, măcăleandru (Erithacus rubecula), șoim călător (Falco peregrinus), Iduna pallida, sfrâncioc roșiatic (Lanius collurio), Lanius nubicus, ciocârlie de pădure (Lullula arborea), prigoare (Merops apiaster), Oenanthe cypriaca, codroș de munte (Phoenicurus ochruros), codroșul de pădure (Phoenicurus phoenicurus), turturică (Streptopelia turtur), silvie cu cap negru (Sylvia atricapilla), mierlă (Turdus merula), sturz-cântător (Turdus philomelos), pupăză (Upupa epops)
- mamifere (1): Rousettus aegyptiacus
- nevertebrate (1): Euplagia quadripunctaria
- reptile (2): Coluber cypriensis, Natrix natrix cypriaca

Pe lângă speciile protejate, pe teritoriul sitului au mai fost identificate 1 specie de plante, 3 specii de amfibieni, 5 specii de mamifere, 4 specii de reptile.